# Brian Townsend
Brian Townsend es un jugador profesional de póker. Nacido en los Estados Unidos, actualmente reside en Santa Bárbara, California. Townsend es bien conocido por su éxito como jugador de No Limit Hold-em y Pot Limit Omaha en Full Tilt Poker, donde utiliza el sobrenombre de "Sbrugby". 
Townsend empezó jugando en línea, ciegas de 0.50$ y 1$, y poco a poco fue subiendo de niveles, hasta llegar a convertirse en uno de los jugadores regulares de las mayores apuestas del póker en internet.
También participa frecuentemente en los foros de Two Plus Two Publishing, utilizando el nombre de "aba20". Pese a que se destaca más que todo por su juego de uno contra uno y su habilidad para jugar mesas abiertas de menos de 6 jugadores, ha participado en varios torneos en vivo, incluyendo un evento del World Poker Tour en que logró finalizar dentro del dinero. Además, llegó a una mesa final en un evento del circuito de la Serie Mundial de Poker. En total suma $35.000 en ganancias por su desempeño en torneos.
Brian Townsend apareció en la tercera temporada de la serie de GSN, High Stakes Poker, en la que ingresó a la mesa con más de sietecientos mil dólares. 
Aparte de jugar en torneos, también es codueño e instructor para CardRunners.com, un sitio web en el que pretende ayudar a jugadores menos experimentados, además de escribir un blog con su vida diaria y experiencias en el mundo del poker.